# Jardín Botánico Culiacán
El Jardín Botánico Culiacán es un espacio público de 10 hectáreas ubicado en Culiacán, México, cuyas principales funciones son la conservación de especies botánicas, la investigación científica, la educación ambiental y la promoción cultural.
Este muestrario de botánica internacional cuenta con más de 1,000 diferentes especímenes de plantas, de más de 400 géneros y de alrededor de 100 familias, agrupados en 19 colecciones. A su vez, estas especies botánicas conviven con piezas de arte contemporáneo y espacios arquitectónicos.
El museo es operado y administrado por la Sociedad Botánica y Zoológica de Sinaloa, una institución privada sin fines de lucro, que promueve la protección y conservación de la flora y fauna regional, así como la generación de espacios verdes en Culiacán.

## Ubicación
El Jardín Botánico Culiacán se encuentra al noreste de la zona urbana de Culiacán, en Av. de las Américas 2131 Col. Burócrata, entre Josefa Ortiz de Domínguez, Carlos Lineo y Av. Universitarios, a un costado de Ciudad Universitaria.
Durante el invierno su horario es de 7:00am a 5:00pm y durante el verano es de 7:00am a 6:00pm.

## Historia
El Jardín Botánico Culiacán se inauguró en diciembre de 1986, en respuesta a una iniciativa de Carlos Murillo Depraect, ingeniero aficionado por la botánica, de crear en este predio, propiedad del Gobierno del Estado de Sinaloa, un área verde para Culiacán, y que, dentro de la misma, estuviera un jardín botánico. Se constituyó a partir de la donación de la colección personal de plantas de Murillo Depraect. Desde entonces ha continuado la conformación y crecimiento de la colección botánica, diseñando paisajes que muestran ecosistemas de diferentes rincones del mundo.
Fue en 1996 cuando Murillo Depraect y un grupo de empresarios fundaron la Sociedad Botánica y Zoológica de Sinaloa, una institución de asistencia privada y sin fines de lucro que promueve la protección y conservación de la flora y fauna de la región, así como la generación de espacios verdes. 
Desde entonces la Sociedad Botánica y Zoológica de Sinaloa I.A.P opera y administra este museo, que actualmente es un importante actor en los temas de conservación de la biodiversidad y educación ambiental, a nivel local, nacional e internacional, y es considerado el mejor jardín botánico del Norte de México.

## Atracciones
- Colecciones Botánicas

17 colecciones que muestran la diversidad de plantas del mundo.
- Arquitectura

Concepto arquitectónico que radica en conciliar el arte y la naturaleza.
- Arte Contemporáneo

Cuenta con diferentes obras artísticas alrededor del jardín seleccionadas por Patrick Charpenel. Fueron seleccionados 38 artistas nacionales e internacionales con la intención de que produjeran experiencias sensibles que motivarán a los visitantes a una reflexión entre los temas sociales y naturales y su relación con la naturaleza. 
- Encounter
- Audiotour

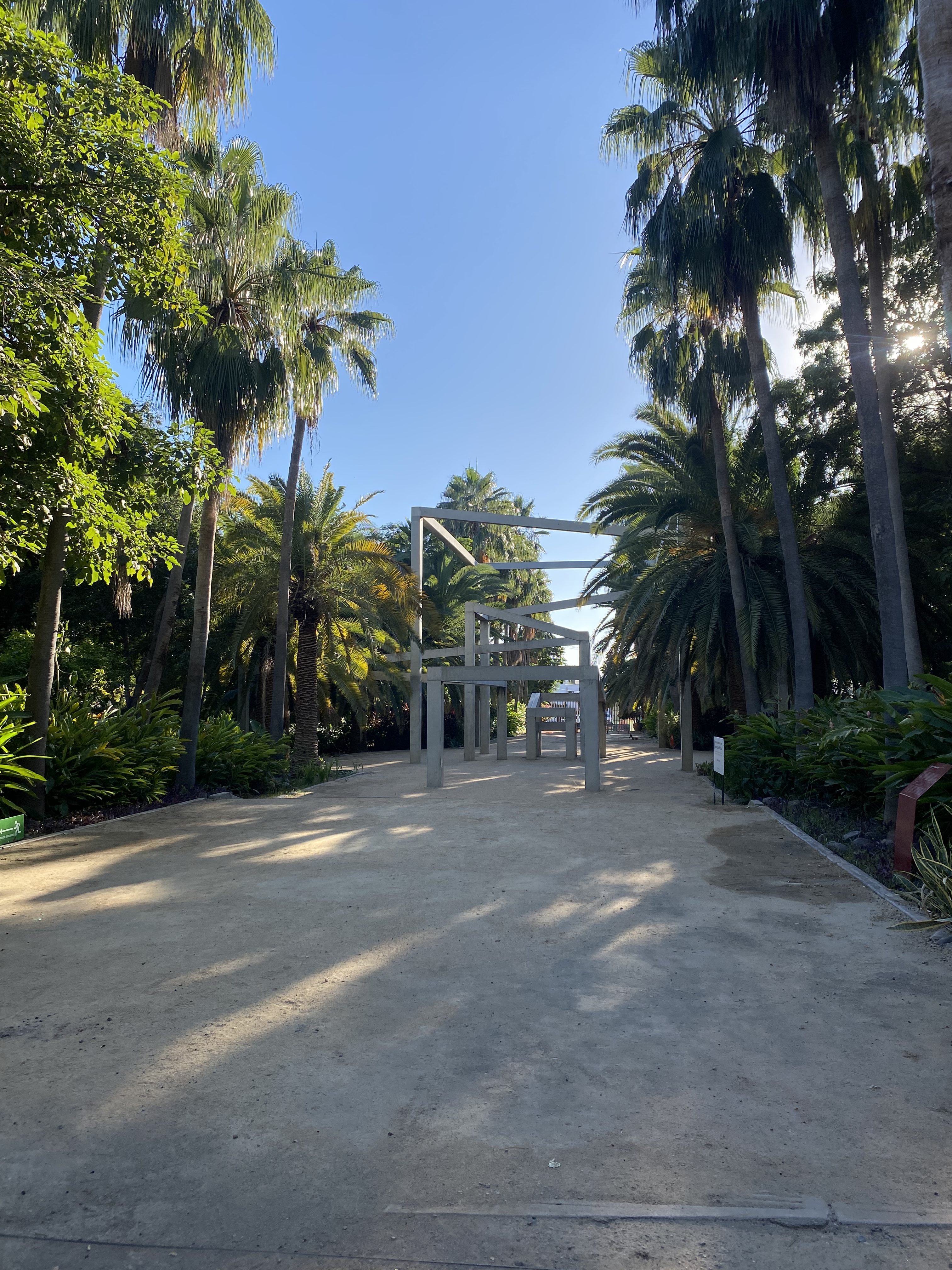
Jardín Botánico en Culiacán, Sinaloa.

Recorrido disponible en español e inglés de más de 60 puntos de interés desde especies, piezas de arte, colecciones botánicas e infraestructura con duración de 1 hora.
- Visita guiada

Uno o más guías hablan sobre la historia del Jardín, sus colecciones botánicas y arte contemporáneo.

## Detalles

Famoso Volkswagen Tipo 1 (Vocho) chocado.

En cuanto a las vivencias que se puede manifestar en ese lugar, es fantástico escuchar el trinar de las aves que anidan en las copas de altos árboles de hasta 50 m de altura y de contemplar el aleteo de un simpático colibrí o de una hermosa mariposa. Las gigantescas palmas Talipot procedentes de Ceilán son un gran atractivo en el jardín, así como la gran diversidad de palmeras existentes en nuestro país, aquí conocerá las propiedades y característica de cada planta ya que los nombres comunes, científicos y características están descritas en pequeños letreros colocados al pie de cada especie. Hay una colección muy amplia de bambúes, así como cactáceas como la biznaga, nopal y la conocida como lengua de vaca. También están las acuáticas como los nenúfares en convivencia con ranas, tortugas, caracoles y peces.

## Curaduría Botánica
El departamento de Curaduría y Dirección científica del Jardín Botánico Culiacán es el responsable de la conservación, estudio e interpretación científica del acervo botánico que aquí se encuentra: más de 1,000 diferentes especies de plantas, agrupadas en 19 colecciones.
Este departamento también realiza diversos servicios externos, tanto renumerados como gratuitos: identificación de plantas, análisis, diagnóstico y tratamiento fitopatológico, evaluación de proyectos, servicio de poda, cursos y capacitaciones, acceso a la biblioteca, consulta de material del herbario, entre otros.

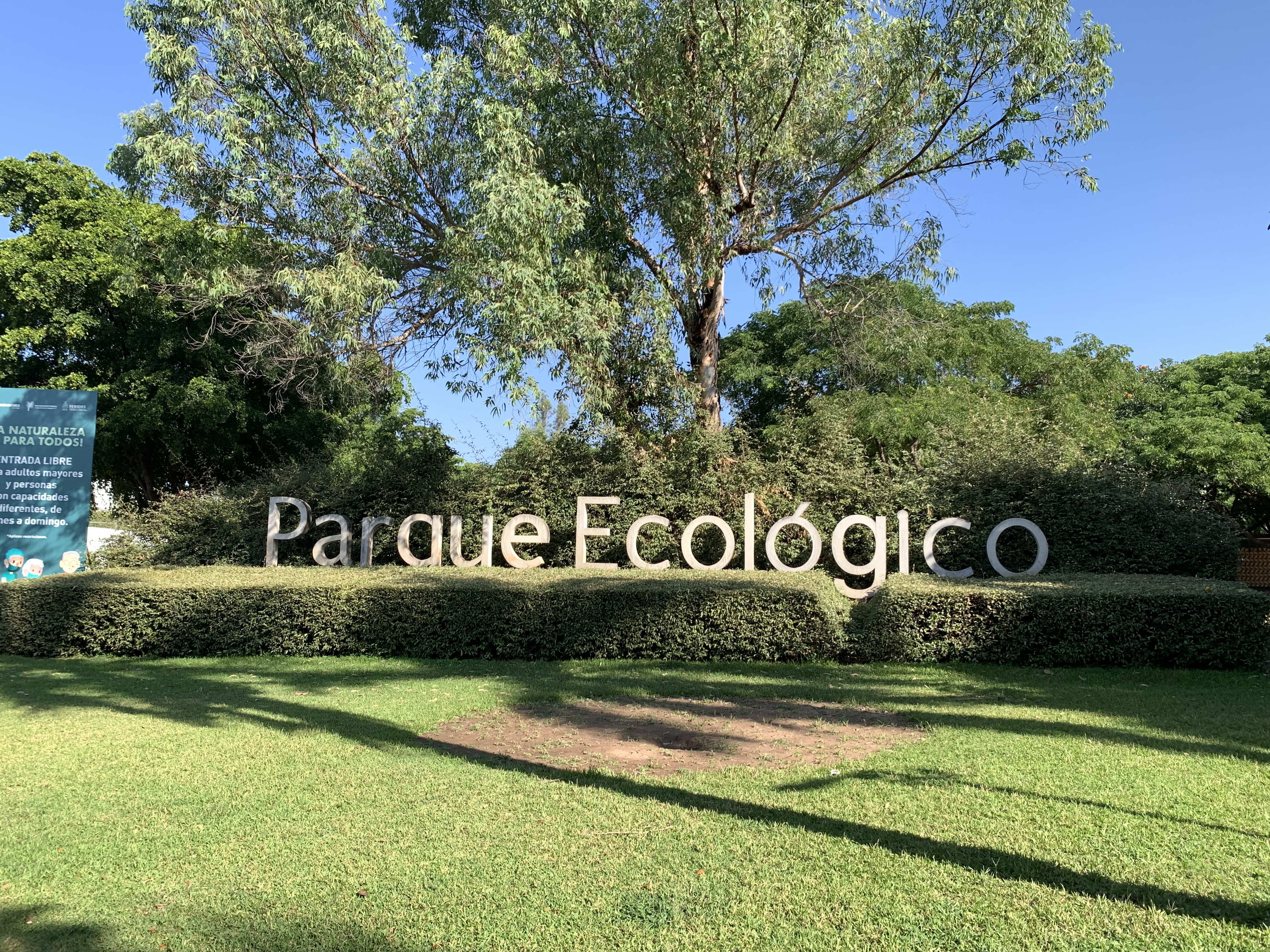
Parque Ecológico, parque público a las afueras del complejo, parte del proyecto Jardín Botánico Culiacán.

El Jardín Botánico Culiacán destaca entre la comunidad de jardines botánicos del país por sus colecciones botánicas de carácter cosmopolita; la gran diversidad de especies originarias de todos los continentes permite que nuestros visitantes puedan viajar por el mundo a través de su recorrido por el jardín.
El acervo botánico con el que se cuenta es uno de los más importantes en México, ya que se alberga la colección más grande de palmas de todo el mundo[cita requerida], y la filosofía de diseño del paisaje se basa en un equilibrio entre la importancia de las especies que se conservan, la calidad de los ejemplares que se exhiben y su integración en un despliegue ornamental que potencializa su belleza.
En este jardín botánico se exhiben ejemplares botánicos del estado de Sinaloa y la región, para su conservación y estudio tanto de sus especies endémicas, como de especies amenazadas.

## Colecciones Botánicas
El jardín botánico de Culiacán, Este muestrario de botánica internacional cuenta con más de 1,600 diferentes especímenes de plantas, de más de 400 géneros y de alrededor de 100 familias, agrupados en 15 colecciones.

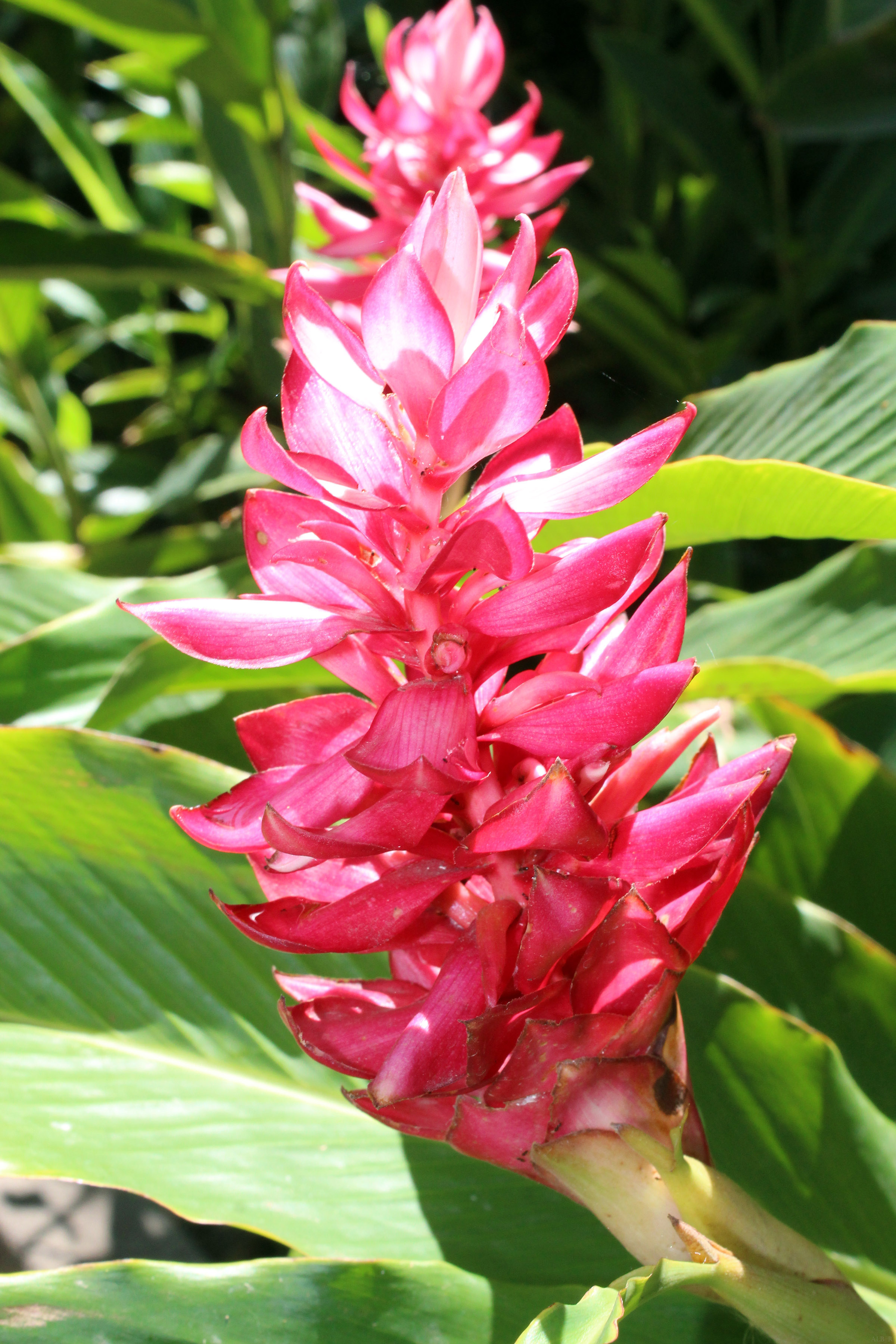
Alpinia purpurata (Jengibre Rojo) en el Jardín Botánico.

Entre las diversas colecciones de plantas vivas:
- Palmetum
- Bonsais
- Bambús
- Ficus
- Bosque de alimentos
- Jardín tropical
- Jardín de los sentidos
- Desierto
- Norte de México
- Agaves y suculentas
- Bosque tropical lluvioso
- Bosque templado
- Jardín etnobotánico
- Orquídeas y epífitas
- Bombacaceae
- Plantas acuáticas
- Albizia sinaloensis
- Cícadas[4]
- Herbario
- Banco de semillas

## Colección de arte
El Jardín Botánico de Culiacán alberga una colección de arte con más de 40 piezas de artistas contemporáneos como Gabriel Orozco, Eliasson Olafur, Tercerunquinto, Richard Long, Francis Alÿs, Sofía Táboas, Dan Graham, James Turrell entre otros.

Obra de arte contemporáneo dentro del Jardín.

La colección está concebida para enriquecer el recorrido del visitante y convertir a este lugar en un espacio único en México donde se resalta el contexto natural con estas piezas que se integran magníficamente con la arquitectura del lugar. 
La obra más reciente recibe el nombre de "Encounter" y fue realizada por el artista estadounidense James Turrel.  La obra consiste en una cámara con una abertura elíptica en el cielo, que permite el paso de la luz la cual se integra dinámicamente a la obra causando efectos lumínicos que le permiten al observador admirar momentos irrepetibles dentro de la cámara.  La obra fue inaugurada el 26 de mayo de 2015 después de más de 9 años de planeación y diseño.